# Maurice de Broglie
Louis-César-Victor-Maurice, VI duque de Broglie, más conocido como Maurice de Broglie, (27 de abril de 1875 en París-14 de julio de 1960 en Neuilly-sur-Seine) fue un físico francés.
Nació en París en 1875, hijo de Victor de Broglie (5º duque de Broglie), en el seno de la familia de la nobleza de Broglie. En 1901, contrajo matrimonio con Camille Bernou de Rochetaillée en París. Tuvieron una hija, Laure, que murió a los seis años de edad. Accedió al título de duque de Broglie después de la muerte de su padre en 1906. De Broglie murió en 1960 en Neuilly-sur-Seine. Su hermano Louis lo sucedió como 7º duque de Broglie.
Se graduó en la escuela del oficial naval, Maurice de Broglie pasó nueve años en la Marina francesa, sirviendo en Bizerta y en la Escuadrilla mediterránea. Mientras servía, se fue interesando en la física, y comenzó a hacer investigaciones sobre el electromagnetismo. Broglie desafió los deseos de su familia y abandonó la marina en 1904 para seguir su carrera científica. Estudió bajo las órdenes de Paul Langevin en el Collège de France en París, recibiendo su doctorado en 1908. 
Fue elegido miembro de las Academia de Ciencias Francesa en 1924 y de la Academia francesa en 1934. Sus trabajos sobre los espectros de Rayos X le valieron la medalla Hughes en 1928 y el Premio Félix Robin de la Société française de physique en 1922. Convirtiéndose en miembro extranjero de la Royal Society británica el 23 de mayo de 1940.
Durante la Primera Guerra Mundial trabajó sobre las comunicaciones de radio para la Marina. Ocasionalmente colaboró con su hermano menor y también eminente físico, Louis.